# Laúd-arpa

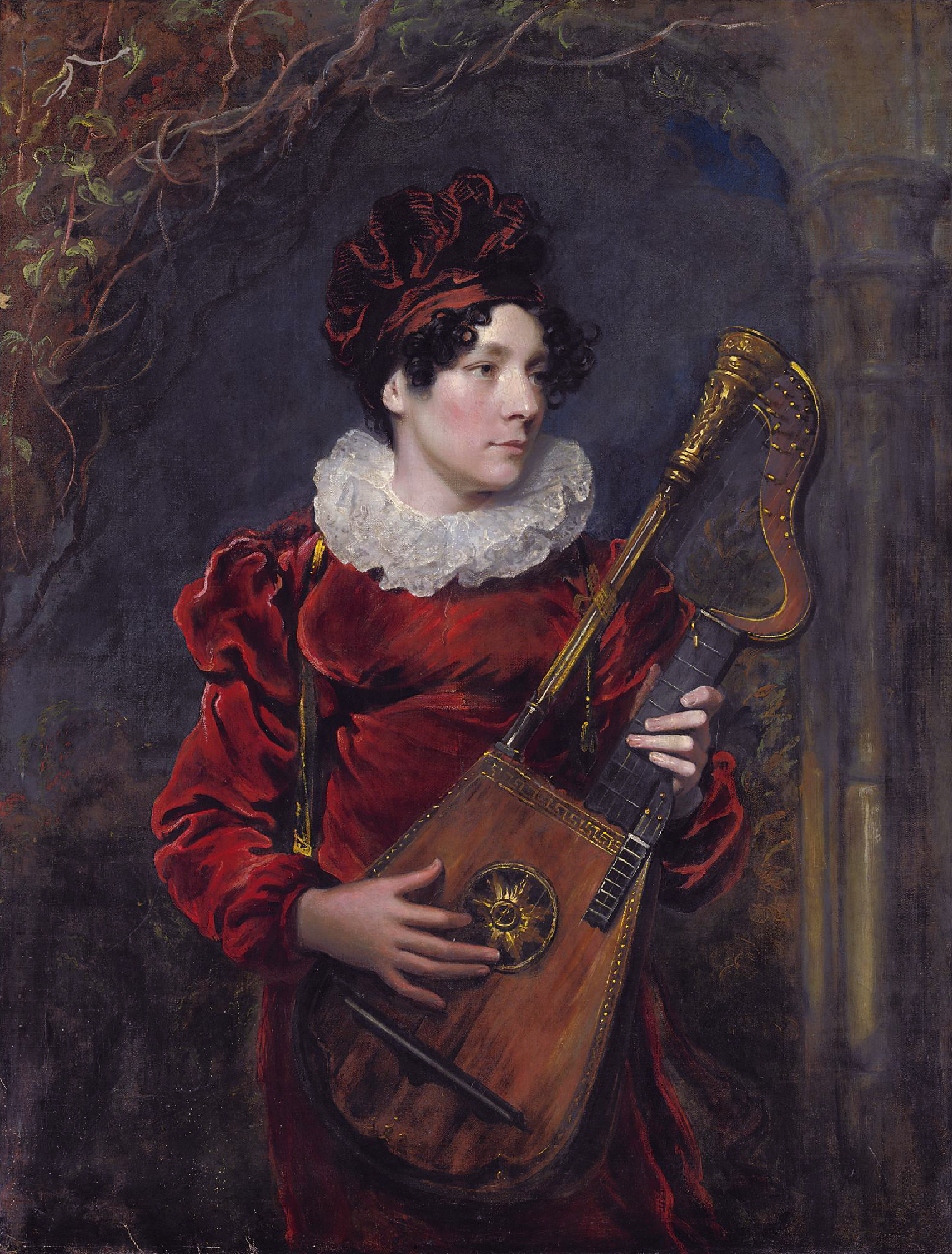
Kitty Stephens (1794-1882) con un laúd-arpa. Obra de Georg Henry Harlow.

El laúd-arpa, arpa-laúd o arpa dital es un instrumento musical que combina características del arpa y el laúd, para aumentar el límite de este último. Fue inventado en 1795 por Edward Light, aunque se muestra una forma anterior en el Jardín de las Delicias (alrededor de 1500) de El Bosco.

## Descripción
El laúd-arpa debe la segunda parte de su nombre al mecanismo característico para acortar la longitud efectiva de las cuerdas. El nombre de arpa dital enfatiza la naturaleza de los topes, que son trabajados con el pulgar a diferencia de los pedales del arpa trabajados con los pies.
Este instrumento consta de un cuerpo en forma de pera, al que se le suma un cuello curvo apoyado en un pilar delantero o brazo que brota del cuerpo, y que recuerda al arpa. Consta de doce cuerdas cátgut. El diapasón curvo, casi paralelo al mástil, está provisto de trastes, y tiene además una tecla para cada cuerda, mediante la cual la concordancia de la cuerda se eleva mecánicamente un semitono a voluntad. El dital o tecla, al ser presionado, actúa sobre un tope u ojo, que empuja la cuerda hacia abajo contra el traste y así acorta su longitud efectiva. Luego, los dedos detienen las cuerdas como de costumbre sobre los trastes restantes. En 1816 se patentó una mejora adicional, con los británicos laúdes-arpas. Otras tentativas con menos mérito práctico que el arpa dital fueron la lyra-guitarre, que apareció en Alemania a principios del siglo XIX; el acorde-guitarre, hacia mediados del mismo siglo; y la guitarra con teclas.